# José Luis Contaja
José Luis Contaja Vicente (Oruro, 2 de junio de 1997) es un futbolista boliviano que juega como defensa.

## Trayectoria
Jugó para San José y Real Potosí, de la Primera División de Bolivia, fue campeón con San José en el torneo clausura 2007. Posteriormente fue contratado por el Oruro Royal, para afrontar el torneo de la Asociación de Fútbol Oruro y de la Copa Simón Bolívar.

## Clubes
| Club        | País    | Año         |
| ----------- | ------- | ----------- |
| San José    | Bolivia | 2006 - 2010 |
| Real Potosí | Bolivia | 2010        |
| San José    | Bolivia | 2011 - 2014 |
| Oruro Royal | Bolivia | 2015        |

## Palmarés

### Títulos nacionales
| Título           | Club     | País    | Año           |
| ---------------- | -------- | ------- | ------------- |
| Primera División | San José | Bolivia | Clausura 2007 |

### Títulos regionales
| Título          | Club             | País    | Año  |
| --------------- | ---------------- | ------- | ---- |
| AFO - Primera A | Oruro Royal Club | Bolivia | 2013 |